# 90482 오르쿠스
90482 오르쿠스(영어: 90482 Orcus)는 661 - 942 km의 반지름을 가졌고, 6.2~6.6 ×1020 kg 의 질량을 가진 왜행성 후보이다. 명왕성족에 속하며, 지름의 1/3에 달하는 크기를 가진 "반스"라는 위성이 하나 있다.

## 같이 보기
- 반지름순 태양계 천체 목록ㅡㅎ엏

ㅣ하ㅓ헝ㄹ허ㅓㅎㄴ